# Temporada 2009 de World Series by Renault

## Calendario
| Circuito                     | Fecha            | Categorías |
| ---------------------------- | ---------------- | ---------- |
| Circuit de Catalunya         | 18 de abril      | Todas      |
| Circuit de Catalunya         | 19 de abril      | Todas      |
| Circuit de Spa-Francorchamps | 2 de mayo        | Todas      |
| Circuit de Spa-Francorchamps | 3 de mayo        | Todas      |
| Circuit de Monaco            | 24 de mayo       | FR3.5      |
| Hungaroring                  | 13 de junio      | Todas      |
| Hungaroring                  | 14 de junio      | Todas      |
| Silverstone                  | 4 de julio       | Todas      |
| Silverstone                  | 5 de julio       | Todas      |
| Circuito Bugatti             | 18 de julio      | Todas      |
| Circuito Bugatti             | 19 de julio      | Todas      |
| Autódromo de Algarve         | 1 de agosto      | FR 3.5     |
| Nürburgring                  | 19 de septiembre | Todas      |
| Nürburgring                  | 20 de septiembre | Todas      |
| Motorland Aragón             | 24 de octubre    | Todas      |
| Motorland Aragón             | 25 de octubre    | Todas      |

## Campeonatos

### Fórmula Renault 3.5
| Pos. | Piloto            | Escudería                 | Puntos |
| ---- | ----------------- | ------------------------- | ------ |
| 1    | Bertrand Baguette | International DracoRacing | 155    |
| 2    | Fairuz Fauzy      | Mofaz Fortec Motorsport   | 98     |
| 3    | Charles Pic       | Tech 1 Racing             | 94     |
| 4    | Oliver Turvey     | Carlin Motorsport         | 93     |
| 5    | James Walker      | P1 Motorsport             | 89     |

### Eurocopa de Fórmula Renault 2.0
| Pos. | Piloto                 | Escudería        | Puntos |
| ---- | ---------------------- | ---------------- | ------ |
| 1    | Albert Costa           | Epsilon Euskadi  | 138    |
| 2    | Jean-Éric Vergne       | SG Formula       | 128    |
| 3    | António Félix da Costa | Motopark Academy | 128    |
| 4    | Adrian Quaife-Hobbs    | Motopark Academy | 83     |
| 5    | Miki Monrás            | SG Formula       | 76     |

### Trofeo Eurocopa Mégane
| Pos. | Piloto            | Escudería                    | Puntos |
| ---- | ----------------- | ---------------------------- | ------ |
| 1    | Mike Verschuur    | McGregor by Equipe Verschuur | 163    |
| 2    | Jonathan Hirschi  | TDS Racing                   | 136    |
| 3    | Dimitri Enjalbert | Boutsen Energy Racing        | 120    |
| 4    | Fabrice Walfisch  | Team Lompech Sport           | 88     |
| 5    | Pierre Thiriet    | TDS Racing                   | 65     |